# Jamie Bestwick
Jamie Bestwick (Nottingham, 8 de julio de 1971) es un deportista británico que compitió en ciclismo en la modalidad de BMX estilo libre.
Consiguió veinte medallas en los X Games. En 2014 recibió el Premio Laureus al «Mejor deportista de acción del año».

## Medallero internacional
| \| X Games de Verano \| X Games de Verano \| X Games de Verano \| X Games de Verano \| \| Año \| Lugar \| Medalla \| Prueba \| \| ----------------- \| ------------------------------ \| ----------------- \| ------------------ \| \| 1996 \| Providence (Estados Unidos) \| Medalla de bronce \| Vert \| \| 2000 \| San Francisco (Estados Unidos) \| Medalla de oro \| Vert \| \| 2003 \| Los Ángeles (Estados Unidos) \| Medalla de oro \| Vert \| \| 2005 \| Los Ángeles (Estados Unidos) \| Medalla de oro \| Vert \| \| 2005 \| Los Ángeles (Estados Unidos) \| Medalla de oro \| Vert – Mejor truco \| \| 2006 \| Los Ángeles (Estados Unidos) \| Medalla de plata \| Vert \| \| 2007 \| Los Ángeles (Estados Unidos) \| Medalla de oro \| Vert \| \| 2008 \| Los Ángeles (Estados Unidos) \| Medalla de oro \| Vert \| \| 2009 \| Los Ángeles (Estados Unidos) \| Medalla de oro \| Vert \| \| 2010 \| Los Ángeles (Estados Unidos) \| Medalla de oro \| Vert \| \| 2011 \| Los Ángeles (Estados Unidos) \| Medalla de oro \| Vert \| \| 2012 \| Los Ángeles (Estados Unidos) \| Medalla de oro \| Vert \| \| 2013 \| Foz do Iguaçu (Brasil) \| Medalla de oro \| Vert \| \| 2013 \| Barcelona (España) \| Medalla de oro \| Vert \| \| 2014 \| Austin (Estados Unidos) \| Medalla de oro \| Vert \| \| 2015 \| Austin (Estados Unidos) \| Medalla de plata \| Vert \| \| 2016 \| Austin (Estados Unidos) \| Medalla de oro \| Vert \| \| 2017 \| Mineápolis (Estados Unidos) \| Medalla de plata \| Vert \| \| 2018 \| Mineápolis (Estados Unidos) \| Medalla de plata \| Vert \| \| 2019 \| Mineápolis (Estados Unidos) \| Medalla de plata \| Vert \| |                                |                   |                    |
| X Games de Verano |                                |                   |                    |
| Año | Lugar                          | Medalla           | Prueba             |
| 1996 | Providence (Estados Unidos)    | Medalla de bronce | Vert               |
| 2000 | San Francisco (Estados Unidos) | Medalla de oro    | Vert               |
| 2003 | Los Ángeles (Estados Unidos)   | Medalla de oro    | Vert               |
| 2005 | Los Ángeles (Estados Unidos)   | Medalla de oro    | Vert               |
| 2005 | Los Ángeles (Estados Unidos)   | Medalla de oro    | Vert – Mejor truco |
| 2006 | Los Ángeles (Estados Unidos)   | Medalla de plata  | Vert               |
| 2007 | Los Ángeles (Estados Unidos)   | Medalla de oro    | Vert               |
| 2008 | Los Ángeles (Estados Unidos)   | Medalla de oro    | Vert               |
| 2009 | Los Ángeles (Estados Unidos)   | Medalla de oro    | Vert               |
| 2010 | Los Ángeles (Estados Unidos)   | Medalla de oro    | Vert               |
| 2011 | Los Ángeles (Estados Unidos)   | Medalla de oro    | Vert               |
| 2012 | Los Ángeles (Estados Unidos)   | Medalla de oro    | Vert               |
| 2013 | Foz do Iguaçu (Brasil)         | Medalla de oro    | Vert               |
| 2013 | Barcelona (España)             | Medalla de oro    | Vert               |
| 2014 | Austin (Estados Unidos)        | Medalla de oro    | Vert               |
| 2015 | Austin (Estados Unidos)        | Medalla de plata  | Vert               |
| 2016 | Austin (Estados Unidos)        | Medalla de oro    | Vert               |
| 2017 | Mineápolis (Estados Unidos)    | Medalla de plata  | Vert               |
| 2018 | Mineápolis (Estados Unidos)    | Medalla de plata  | Vert               |
| 2019 | Mineápolis (Estados Unidos)    | Medalla de plata  | Vert               |